# Cognac (dryck)

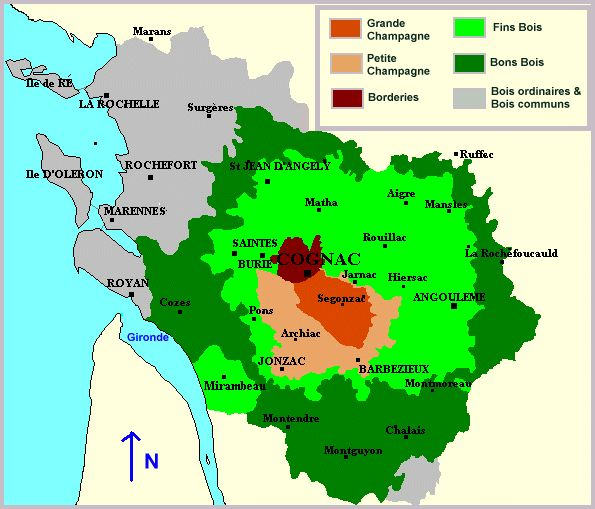
Karta över regionen Cognac och dess olika distrikt (cru).

Cognac eller konjak (uttal: [kɔʹnjak]) är en typ av brandy som tillverkas i ett begränsat område i sydvästra Frankrike, kring staden Cognac som givit drycken dess namn. Namnet Cognac skyddas av ursprungsmärkningen AOC och endast sprit framställd i ett särskilt område inom departementet Charente-Maritime, en stor del av departementet Charente, samt i vissa delar av departementen Deux-Sèvres och Dordogne får marknadsföras under detta namn. På svenska används "konjak" ibland även om annan typ av brandy eller eau-de-vie. Jordmånen i Cognac är unik, särskilt i de tre delområdena närmast staden där marken har högst halt av porös kalk och där 30 till nära 100 % av arealen används till odling av vin för cognac. I de yttre områdena faller andelen areal som används till odling av vin för cognac successivt från 30 till 0,1 % av arealen. Förutom jordmånen finns åtskilliga strikta krav om hur en cognac ska göras och lagras samt kriterier för de olika kvalitetsbeteckningarna, som skiljer Cognac från andra vindestillat. Endast vissa druvsorter är tillåtna vilka, när de är odlade i Cognac, ger ett mycket surt vin som nästan är odrickbart, men perfekt för destillation. Att regelverket efterlevs kontrolleras noga.

## Distrikt (cru)
Cognacområdet indelas i sex distrikt (cru), där de mest ansedda är belägna närmast staden Cognac i Charente. (Distrikten Grande och Petite Champagne ska inte förväxlas med vindistriktet Champagne i östra Frankrike):
Distrikten i ordning efter kvalitet:
- Grande Champagne
- Petite Champagne
- Borderies
- Fins Bois
- Bons Bois
- Bois Ordinaires (Tidigare fanns även Bois Communs)

Frasen "Premier Cru de Cognac" förekommer inte sällan för distriktet Grand Champagne, men är inte en officiell term. Den är bara en följd av att ren Grand Champagne av många anses vara finast. En blandning som innehåller minst 50 % Grand Champagne och i övrigt bara Petite Champagne kan kallas Fine Champagne. Andra anser att en ideal cognac är en blandning som förutom Grand och Petite Champagne även innehåller en del Borderies som tillför en nötaktig karaktär. Ett exempel på en sådan blandning är Martell Cordon Bleu, som innehåller ungefär 30 % Borderies. Hennessy XO som normalt är den dyraste XO man ser i butiker innehåller dessutom lite Fins Bois. (Delar av Fins Bois gränsar till Grande Champagne och har samma jordmån.) Ännu högre kvaliteter än XO kallas ofta Hors d'Age eller Paradis. Då kan, efter ungefär tjugo år på ekfat, de bästa destillaten ha börjat utveckla en åtråvärd smakkaraktär kallad rancio, vilken kan bli än mer framträdande efter ytterligare några decenniers fatlagring.   
Cognac är brandy från jord som till stor del består av kalk. Genom erosion har ytlagret i olika distrikt av Cognac kommit att bestå av något av tre skilda lager av kalk. Jordmånen i Grande Champagne är Campanium kalk uppbyggd av fossil. Väsentligt är också att klumpar av markasit (kristalliserad järnpyrit, FeS2) ingår. Marken i området har använts nästan uteslutande för framställning av cognac i över 300 år. Petite Champagne har till större delen också Campanian kalk, men den är mer solid (mer svårtillgänglig för vinstockarna) och utgör inte en lika hög andel i marken. Borderies har en speciell kalk från Jurassiceran samt lera och jordmånen tillför en nötaktig karaktär till drycken. De olika Boisdistrikten har mark med successivt fallande kalkhalt och huvudsakligen kalk som istället är Kimmeridge och Portlandien även om enstaka fickor med bättre jordmån finns. Fins Bois gränsar längs floden Charente mot norra delen av Grand Champagne och några delar har samma jordmån som finns på andra sidan floden, och ger motsvarande kvalitet på destillatet. I områden med lägre kalkhalt eller sämre kalktyp används bara en liten del av marken för odling av vin för destillation.    

## Druvsorter
Ugni Blanc, som också kallas Saint-Emilion, är idag den vanligaste druvsorten i Cognac och utgör mer än 90 % av odlingarna. Andra tillåtna druvor är bland annat Collombard, Montils, Follignan, Sémillon (~0 %) och Folle Blanche. Dessa druvor ger, när de odlas i Cognac, ett vin med mycket hög syra och relativt låg alkoholhalt (7 till 10 %). Bland annat för att de i regionen inte når full mognad. Vinet är nästan odrickbart, men perfekt för destillation. 
Under 1800-talet ersatte Folle Blanc nästan helt de tidigare vanliga cognacsdruvorna Balzac och Colombard, men den blev nästan utrotad av vinlusen Daktulosphaira vitifoliae under slutet av århundradet. Ympad på amerikanska rotstockar gav Folle Blanc så riklig skörd att den ofta förstördes av gråröta. Efter andra världskriget har den emellertid med vårdande insatser återhämtat sig, men ger misslyckad skörd ungefär två gånger varje decennium. Den finns därför idag bara på en mycket liten del av arealen. Folle Blanc ger aromatisk och väldoftande cognac som av flera anses vara den mjukaste med den starkaste och längsta doften.

## Historik
Framställning av vindestillat som lagrats på ekfat kan ha pågått sedan destillationstekniken uppfanns. Fram till slutet av 1400-talet användes destillerat vin mest som medicin, men när makthavarna märkte att folket hade skapat ett beroende av det förbjöd de försäljning av vindestillat under högtidsfester.
Efterfrågan på vindestillat var störst i de nordliga delarna av Europa. Detta kan ha berott på att destillerat vin klarade av de långa transporterna från södra Europa bättre än det traditionella vinet, men också för att drycken gav en känsla av värme.
Det var nederländarna som handlade mest med vindestillat, framför allt på grund av fyra förutsättningar:
- Efterfrågan för billiga alkoholdrycker i de blomstrande städerna i Nederländerna.
- Nederländerna minskade sin import av vin från Spanien under och efter Nederländernas självständighetskrig mot Spanien.
- Nederländerna hade tillräckligt med pengar för att investera i nya produktionsmetoder.
- Nederländerna hade skapat bra handelskontakter, för att till exempel bedriva handel av metallen koppar från Sverige, som behövdes för att skapa destillationsapparaterna.

I början transporterade nederländarna billigt vin från Frankrike till Nederländerna för att tillverka vindestillat i Nederländerna. Men för att tillfredsställa efterfrågan på billig alkohol och spara på transportkostnader så började holländarna att flytta ner sina destillationsapparater till Frankrike. Så småningom kom området Charente att dominera produktionen av destillerat vin. Man tror att detta berodde på att till exempel viner från Loire, Frankrike var belagda med höga skatter, vilket inte passade när man försökte göra handeln med destillerat vin så billig som möjligt. Dessutom så hade Charente mycket skogsområden där man kunde hämta bränsle till destillationsapparaterna. Vidare hade Charente genomgått en större industriell förändring än andra områden mellan 1500- och 1600-talen vilket skapade ett investeringsklimat, och tillsammans med det nya arbetssättet som blandkapitalismens intåg innebar (med fria bönder) så passade området bättre för destillationsindustrin än andra områden.

## Framställningsprocess
Idag är nästan all cognac gjord på druvan Ugni Blanc, som är dominerande sort bland vingårdarna i Cognac. I mindre utsträckning används bland annat Folle Blanc (ibland stavat Folle blanche), Colombard och Folignan.
Efter att druvorna skördats tas de till en horisontell cylindrisk vinpress där ändarna pressas mot varandra under rotation av cylindern. Anledningen till att man valt just denna typ av press är att den inte pressar för hårt så att man krossar druvkärnorna eller pressar skalen för hårt. Därefter jäser man druvmusten till ett svagt lankigt vin som sedan destilleras två gånger i en så kallad alambic à repasse som härstammar från 1800-talet. Destillatet från första destillationen kallas broullis och har en alkoholhalt på knappt 30 %. Den andra omgångens destillat kallas eau-de-vie och består som mest av 72 % alkohol. Detta är den eau de vie som sedan lagras på ekfat i minst två och ett halvt år. Ekfaten kommer oftast från Limousin eller Tronçais. Fatens ursprungsort påverkar smak och innehåll av tannin.
Det är källarmästaren (le maître de chai) som övervakar hela processen. Vartenda fat med eau de vie kontrolleras kontinuerligt för bedömning av huruvida den kan förväntas vidareutvecklas på fatet, eller om mognaden kan anses vara färdig.
Det är tillåtet att finjustera smak och färg genom tillsats av socker och sockerkulör. Tillsats av ekspånessens, boissé, är också tillåtet.
När källarmästaren anser att eau de vien är färdig kan han antingen distribuera den direkt eller överföra den till 50 – 60 % utspädda eau de vien på damejeanner. I glas händer nämligen inget med vare sig cognac eller eau de vie.
Nästan all cognac är en blandning av flera eau de vier, ibland uppemot 100 olika, men oftast av färre. Exempelvis Hennessys Timeless består av bara 11 sorter. Årgångscognac från en enda vingård förekommer också. Några av de mest respekterade består av en blandning av Grand och Petite Champagne samt lite Borderies.   

## Åldersklassificering
Hela framställningsprocessen, maskiner med mera, är hårt kontrollerad för att cognac skall bli godkänd. Klassningen (appellation contrôllée) bestäms av antalet år som eau de vie:en lagrats. Nästan all cognac är en blandning av flera årgångar eau de vie. Lagen bestämmer hur gammal den yngsta av alla eau de vier i blandningen får vara. I realiteten används oftast mycket äldre eau de vie än vad lagen föreskriver.
Enligt Bureau National Interprofessionnel du Cognac (BNIC) definieras att år 0 börjar 1 april året efter druvornas skördeår.
År 00 avser tiden från destillationen till och med 31 mars året därpå.
Lagringsklasserna definieras efter åldern på den yngsta eau de vie som ingår i en blandning. Det är inte ovanligt att yngsta ingående eau de vie är äldre än minimikravet för märkningen. Namnen "XXO" och "Extra Extra Old" är specifika indikatorer på cognac lagrad minst 14 år enligt BNIC klassificering. De högsta kvaliteterna som kan vara lagrade under åtskilliga decennier betecknas oftast inte XXO utan Paradis, Hors d´âge etc. Ett exempel är Hennessy som har en XXO, men den är (2022) först den tredje kvalitetsnivån ovanifrån och toppkvaliteten har namn efter firmans grundare. 
| Klassificering                                                                       | I praktiken dvs ofta (år) | Lagringsklass enligt BNIC definition (år efter 1 april) |
| ------------------------------------------------------------------------------------ | ------------------------- | ------------------------------------------------------- |
| VS, Very Special, ★★★, Sélection, De Luxe, Millésime                                 | 3 – 5                     | 2                                                       |
| Supérieur, Cuvée Supérieure, Qualité Supérieure                                      | 4 – 8                     | 3                                                       |
| VSOP, Very Superior Old Pale, Réserve, Vieux, Rare, Royal                            | 6 – 12                    | 4                                                       |
| Vielle Réserve, Réserve Rare, Réserve Royale                                         | 7 – 14                    | 5                                                       |
| Napoléon, Trés Vieille Réserve, Trés Vieux, Héritage, Tres Rare, Excellence, Suprême | 9 – 18                    | 6                                                       |
| XO, Hors d´âge, Extra, Ancestral, Ancêtre, Or, Gold, Imperial, Extra Old, Paradis    | 12 – >100                 | 10                                                      |
| XXO, Extra Extra Old                                                                 | 15 – 50                   | 14                                                      |

Den främsta faktorn vid lagring är jordmånen där druvorna odlats. Generellt gäller att druvor från regionen Grand Champagne mognar långsammast på fat och därför når sin högsta kvalitet senare och ju längre ifrån Grand Champagne desto snabbare mognad, men inte till lika hög kvalitet vid samma mognadsgrad. Om en cognac mognat till sin högsta kvalitet kan den föras över till glasdamejeanner där den kan förvaras länge utan påverkan. Några av cognacshusen har mycket gammal cognac, kanske hundra år gammal, som lagras så och används i vissa blandningar. Att en cognac kommer från de bästa distrikten eller är lagrad länge behöver inte betyda att den håller högsta kvalitet. Dels kan ofta en blandning av cognac från flera av de bättre distrikten samt yngre och äldre cognac komplettera varandra. Firman, källarmästaren, vingårdarna, området (cru) och ens egen smak är oftast av större vikt än distriktet och flaskans bokstavsbeteckning. En XXO behöver alltså inte vara bättre eller äldre än en annan firmas XO eller ens VS, det beteckningen säger är bara hur länge den yngsta cognacen i blandningen minst ska vara lagrad.  

## Provning

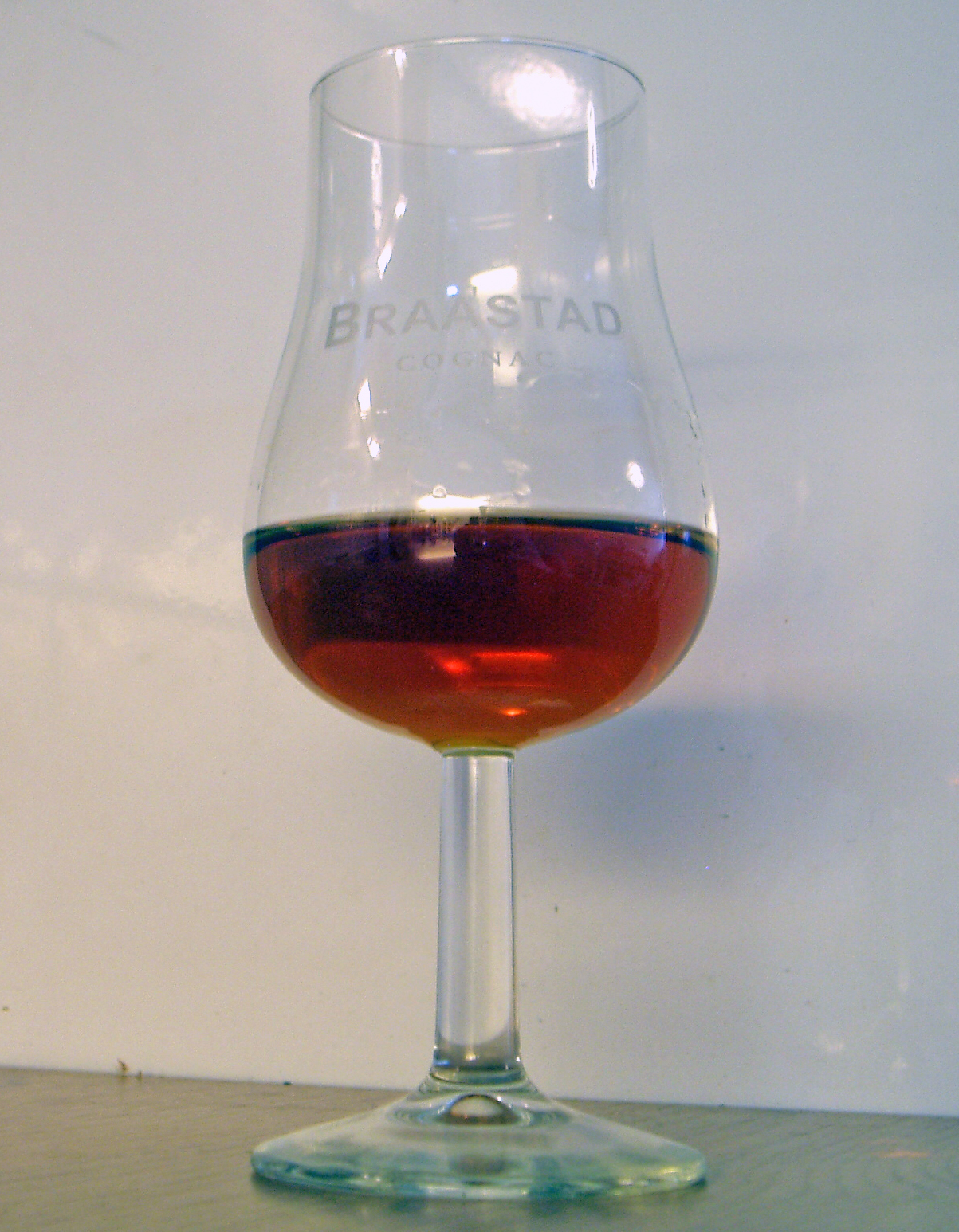
Tulpanglas

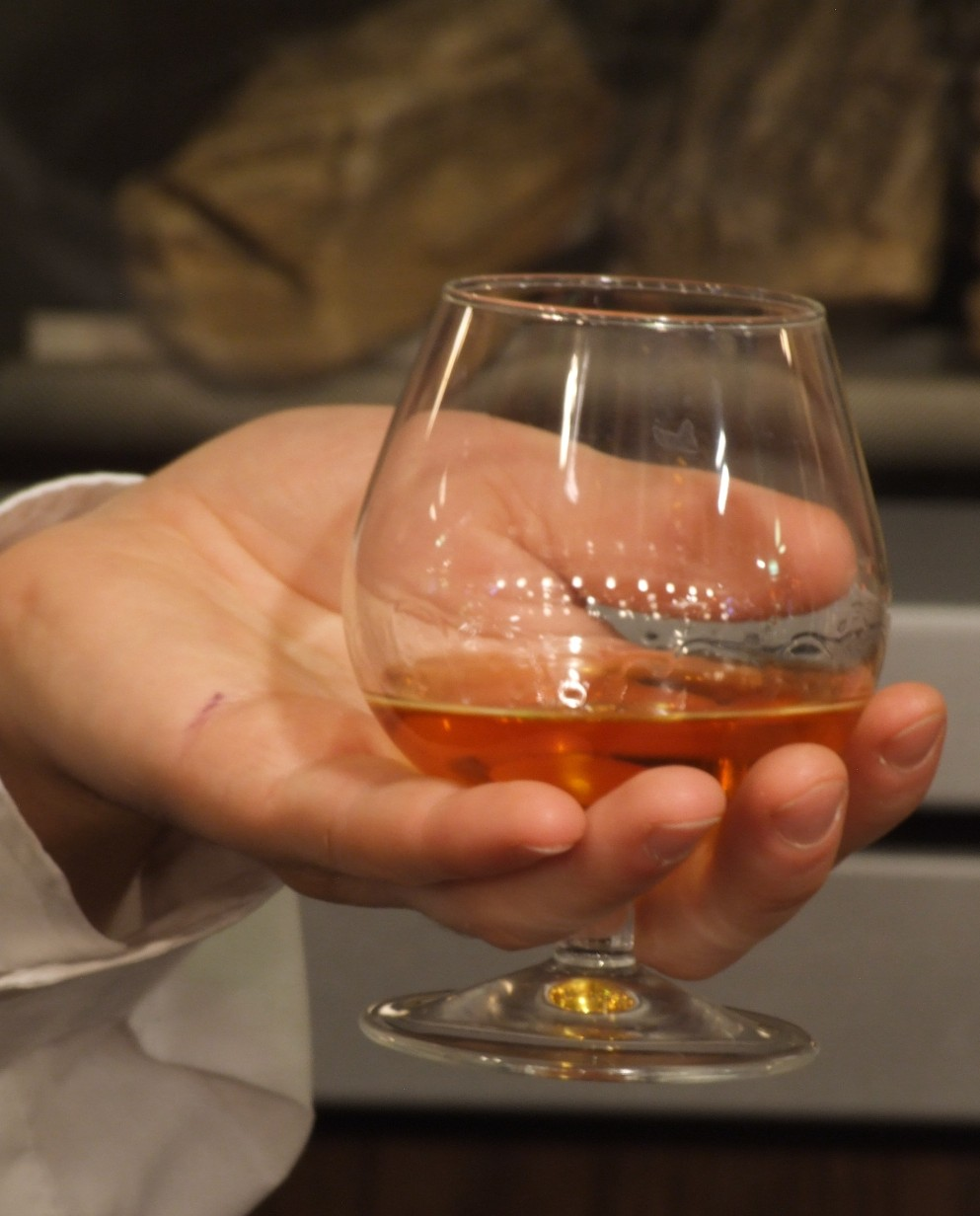
Konjakskupa
Med handen värmer man konjaken

Cognac dricks lämpligast ur ett tulpanglas, i vardagligt tal ofta kallat konjaksglas, eller eventuellt en konjakskupa. Källarmästaren (maître de chai) använder sig oftast av ett konjaksglas eftersom detta inte dränker luktsinnet lika lätt som en kupa (vilket är speciellt viktigt om man prövar unga sorter eller eau-de-vie). Till att börja med bör man hålla glaset långt nedanför näsan (stående i midjehöjd och sittande i knähöjd). Fram träder då oftast en mild doft av blomster. Man ska alltså inte börja med att, som vid vinprovningar, sticka näsan djupt ned i glaset. Detta kan ge en alltför stark, näst intill bedövande, doftupplevelse. Man kan värma cognacen lite med handen om lukten inte är kraftig nog. En del cognac gör sig dock bra med en isbit eller lite vatten i. Viss cognac, såsom Hennessy Pure White, är gjord för att blanda drinkar med. 

## Mest kända varumärken
De äldsta firmorna är Augier Frères & Cie (grundad 1643), J. & F. Martell & Cie (grundad 1715), Rémy Martin & Cie (grundad 1724), Gautier Frères (grundad 1755), Thomas Hine & Cie (grundad 1763), 
Ja:s Hennessy & Cie (1765), bland andra tillverkare märks Renault (grundad 1835).
I Sverige vanligt förekommande märken är bland andra Grönstedts Cognac, som egentligen köps från fyra firmor, varav en är Tiffon.